# James Glancy

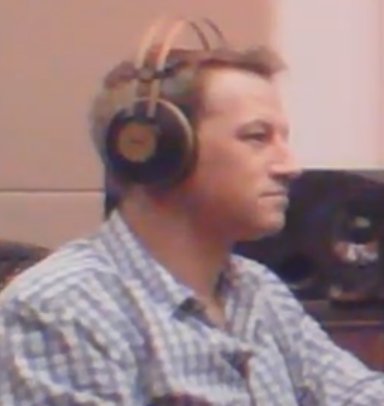
James Glancy (2019)

James Alexander Glancy, CGC (* 1981 oder 1982) ist ein britischer Politiker, Fernsehmoderator sowie Naturschützer. Ab der Europawahl 2019 bis zum 31. Januar 2020 war er für die Brexit Party Mitglied des Europäischen Parlaments.

## Leben
Glancy studierte Geschichte am St. Anne’s College in Oxford. Sein Studium wurde durch die Royal Marines finanziert.

## Royal Marines
Glancy diente in den Royal Marines und dem Special Boat Service (SBS). Im März 2013 wurde er mit dem Conspicuous Gallantry Cross (CGC) „in Anerkennung der tapferen und ausgezeichneten Dienste in Afghanistan in der Zeit vom 1. April 2012 bis 30. September 2012“ ausgezeichnet. Er hatte drei Einsätze in Afghanistan.